# (32938) Ivanopaci
(32938) Ivanopaci est un astéroïde de la ceinture principale.

## Description
(32938) Ivanopaci est un astéroïde de la ceinture principale. Il fut découvert le 15 octobre 1995 à San Marcello Pistoiese par Luciano Tesi et Andrea Boattini. Il présente une orbite caractérisée par un demi-grand axe de 2,91 UA, une excentricité de 0,19 et une inclinaison de 12,6° par rapport à l'écliptique.

## Compléments